# 范升
范升（？—？），字辯卿，生年不詳，卒於東漢明帝劉莊永平年間，代郡（今山西代縣）人。東漢初年經學家。

## 生平
范升幼年成為孤兒，生長於外祖父家中。九歲就能已經通曉《論語》、《孝經》。娶過三名妻子，只得一名兒子，及曾因被出妻所告而入獄。。
范升專門研究西漢宣帝時由梁丘賀傳下的《易經》，"人稱《梁丘易》"及《老子》，並以教書為業。并将梁丘《易》學授予楊政。
之后，劉秀授他，及粱恭等人爲《易經》博士，他認爲自己不及粱恭，上書要求更換他人，劉秀之後更加重用范升，每次有重大儀議程都會詢問范升意見。之后，尚書令韓歆等人上疏，要求爲《費氏易》、《左氏春秋》設立博士，但范升反對，他與韓歆、太中大夫許淑等人展開激烈辯論。范升因此而給劉秀一封奏章，藉以勸諫劉秀，最後劉秀才放棄念頭。

## 延伸阅读
[在维基数据编辑]
 《後漢書·卷36》，出自范晔《後漢書》
 《東觀漢記》